# 剥夺政治权利
剥夺政治权利是《中华人民共和国刑法》规定的一项附加刑罚，载于第3章第7节，可以单独实施或是和另一种主刑（例如死刑、有期徒刑等）共同实施。据称其目的是限制受刑人参与国家管理和政治活动的权利（政治权利）。剥夺政治权利可分有期和终身两种。

## 內容
《中华人民共和国刑法》第34条规定了附加刑剥夺政治权利。
受刑人在被剥夺政治权利其间，不得享有（即剥夺）下列权利：
- 选举权和被选举权；
- 言论、出版、集会、结社、游行、示威自由的权利；
- 担任国家机关职务的权利；
- 担任国有公司、企业、事业单位和人民团体领导职务的权利。

剥夺政治权利的期限，除无期徒刑和死刑为终身外，为1年以上、5年以下。判处管制附加剥夺政治权利的，剥夺政治权利的期限与管制的期限相等，同时执行。对于危害国家安全的罪犯，必须附加剥夺政治权利；对于故意杀人、强奸、放火、爆炸、投毒、抢劫等严重破坏社会秩序的罪犯，可以附加剥夺政治权利。在死刑缓期执行减为有期徒刑，或者无期徒刑减为有期徒刑的时候，应当把附加剥夺政治权利的期限改为3年以上、10年以下。
《中华人民共和国刑法》总则第三章第七节对剥夺政治权利进行了详细规定。
总则第三章第七节　剥夺政治权利 
第54条【剥夺政治权利的含义】 
剥夺政治权利是剥夺下列权利：
1. 选举权和被选举权；
2. 言论、出版、集会、结社、游行、示威自由的权利；
3. 担任国家机关职务的权利；
4. 担任国有公司、企业、事业单位和人民团体领导职务的权利。

第55条【剥夺政治权利的期限】 
剥夺政治权利的期限，除本法第57条规定外，为1年以上5年以下。
判处管制附加剥夺政治权利的，剥夺政治权利的期限与管制的期限相等，同时执行。
第56条【剥夺政治权利的附加、独立适用】 
对于危害国家安全的犯罪分子应当附加剥夺政治权利；对于故意杀人、强奸、放火、爆炸、投毒、抢劫等严重破坏社会秩序的犯罪分子，可以附加剥夺政治权利。
独立适用剥夺政治权利的，依照本法分则的规定。
第57条【对死刑、无期徒刑罪犯剥夺政治权利的适应】 
对于被判处死刑、无期徒刑的犯罪分子，应当剥夺政治权利终身。
在死刑缓期执行减为有期徒刑或者无期徒刑减为有期徒刑的时候，应当把附加剥夺政治权利的期限改为3年以上10年以下。
第58条【剥夺政治权利的刑期计算、效力与执行】 
附加剥夺政治权利的刑期，从徒刑、拘役执行完毕之日或者从假释之日起计算；剥夺政治权利的效力当然施用于主刑执行期间。
被剥夺政治权利的犯罪分子，在执行期间，应当遵守法律、行政法规和国务院公安部门有关监督管理的规定，服从监督；不得行使本法第五十四条规定的各项权利。

由上述刑法条文，可见：
- 被判处附加剥夺政治权利的服刑人员，在监狱内服刑时没有政治权利。
- 未被判处附加剥夺政治权利的监狱内服刑人员，当然具有政治权利。主要体现在具有选举权。《刑法》规定的政治权利其它3项内容，对于监狱内、监狱外正被执行刑罚的人员，受各项法规的资格限定条款而被剥夺。例如，《中华人民共和国村民委员会组织法》第18条“村民委员会成员丧失行为能力、或者被判处刑罚的，其职务自行终止。”所以，监狱内服刑人员、监狱外服刑接受社区矫正人员，在村委会没有被选举权，也没有担任村委会成员的任职资格。

终身剥夺被判处死刑或无期徒刑罪犯的政治权利的意义在于：
1. 政治权利是宪法赋予公民的基本权利，国家既然剥夺了犯罪分子的生命或终身自由，就应当同时剥夺这些犯罪分子终身的政治权利，以表示在政治上对这些犯罪分子的彻底否定评价。
2. 犯罪分子被判处死刑后，从宣告、核准到实际执行之间存在一定的时间间隔，在此期间，死刑罪犯可能遇到赦免而不被执行死刑。无期徒刑的罪犯，可能因为假释而不被关押。如果不对其剥夺政治权利终身，这些罪犯被赦免或被假释后就仍享有政治权利，就有可能利用政治权利对国家和社会进行危害。
3. 有些权利不以人的生命或终身自由被剥夺而消失。比如其生前的立说著作，如不剥夺其政治权利终身，就可能再版或继续流传于社会。再比如犯罪分子生前若有荣誉称号、奖章等，如不剥夺其政治权利终身，在其被执行死刑后就仍享有这些权利。
4. 有些权利，即使罪犯的生命或终身自由被剥夺了，但仍有可能被他人代为行使。比如其亲属或其他人代替罪犯行使出版权，以此损害国家和社会的利益[1]。

## 类似刑罚
- 中华民国的褫奪公權。受刑人除褫奪了擔任公職與候選人等資格外，《中華人民共和國刑法》的「政治權利」比《中華民國刑法》的「公權」還多出了言論、出版、集會、結社、遊行、示威等權利，另外包括選舉權與被選舉權。